# 마무로가와역
마무로가와역(일본어: 真室川駅)은 일본 야마가타현 모가미군 마무로가와정에 위치한 동일본 여객철도 오우 본선의 철도역이다. 단선 · 섬식의 형태를 합친 2면 3선 구조의 복합 승강장을 갖춘 지상역이다.

## 타는 곳
| 1 | ■ 오우 본선 | (하행) | 유자와 · 요코테 · 오마가리 · 아키타 방면 |
| 2 | ■ 오우 본선 | (상행) | 신조 방면                                |
| 3 | ■ 오우 본선 |        | 당 역 시발                               |

## 이용 현황
| 승차 인원 추이 | 승차 인원 추이 |
| 연도           | 1일 평균       |
| -------------- | -------------- |
| 2000           | 271            |
| 2001           | 270            |
| 2002           | 269            |
| 2003           | 234            |
| 2004           | 245            |
| 2005           | 223            |
| 2006           | 225            |
| 2007           | 191            |
| 2008           | 199            |
| 2009           | 181            |
| 2010           | 168            |
| 2011           | 150            |
| 2012           | 149            |

## 역 주변
- 마무로가와 공원
- 아키야마 공원
- 마무로가와 정청
- 사케노베 성 터
- 사케가와 강
- 마무로 강
- 국도 제344호선

## 인접 역
| 동일본 여객철도 오우 본선 | 동일본 여객철도 오우 본선 | 동일본 여객철도 오우 본선 |
| ------------------------- | ------------------------- | ------------------------- |
| 우젠토요사토 신조 방면    | ■ 오우 본선               | 가마부치 아키타 방면      |